# Liponeura decipiens
Liponeura decipiens is een muggensoort uit de familie van de Blephariceridae. De wetenschappelijke naam van de soort is voor het eerst geldig gepubliceerd in 1913 door Bezzi.